# Christoph Ernst Friedrich Weyse
C.E.F. Weyse (Christoph Ernst Friedrich) född 5 mars 1774 i Altona, död 8 oktober 1842 i Köpenhamn var en tysk-dansk tonsättare, pianist och organist. Han är mest känd för sina sånger och psalmer till texter av Grundtvig och Bernhard Severin Ingemann.

## Biografi
Som 15-åring skickades Weyse till Danmark för att studera och han kom att stanna i Danmark resten av sitt liv. Weyse är främst känd för sina melodier till fosterländska sånger och julsånger, men skrev också sju symfonier m.m. Weyse lärde känna Mozarts änka, Constanze under de år (1810–1820) som hon bodde i Köpenhamn med sin man den danske diplomaten och statsrådet Georg Nicolaus Nissen. Constanze lär ha jämställt Weyses musik med Mozarts.
Weyse påbörjade 1800 arbetet med sångspelet Sömndrycken (Sovedrikken), men en olycklig förälskelse i eleven Julie Tutein gjorde honom oförmögen till arbete under flera år. Vid ett uppförande av Mozarts opera Don Giovanni på Det Kongelige Teater återvann han dock arbetslusten och färdigställde Sömndrycken som kom att uppföras 1809.
Weyse ansågs vara en av sin tids mest framträdande pianister och särskilt hans improvisationskonst var högt värderad. Han inbjöds ofta till Köpenhamns borgerskapskretsar i hopp om att han skulle underhålla efter middagen. 
Weyse ligger begravd på Gråbrødre kyrkogård i Roskilde.

## Anställningar och utmärkelser
- 1789–1793 Elev hos tonsättaren J.A.P. Schulz
- 1784 Organist i Garnisonskirken
- 1805 Organist i Vor Frue Kirke
- 1819 Hovkompositör
- 1816 Professors namn
- 1830 Utländsk ledamot (nr. 63) av Kungliga Musikaliska Akademien
- 1842 Filosofie hedersdoktor vid Köpenhamns universitet

## Verk i urval

### Sångspel
- Sovedrikken, 1809 (Oehlenschlæger)
- Faruk, 1812 (Oehlenschlæger)
- Ludlams Hule, 1816 (Oehlenschlæger)
- Floribella, 1825 (C.J. Boye)
- Et Eventyr i Rosenborg Have, 1827 (J.L. Heiberg)
- Festen på Kenilworth, 1836 (H.C. Andersen)

### Sånger
- Det er så yndigt at følges ad, 1837 (Grundtvig)
- Julen har bragt velsignet bud, 1841 (Ingemann)
- Den signede dag med fryd vi ser, 1826 (Grundtvig)
- Nu ringer alle klokker mod sky, 1837 (Ingemann)
- Lysets engel går med glans, 1837 (Ingemann)
- Nu vågne alle Guds fugle små, 1837 (Ingemann)
- I østen stiger solen op, 1837 (Ingemann)
- Gud ske tak og lov, 1837 (Ingemann)
- Nu titte til hinanden, 1837 (Ingemann)
- Dagen går med raske fjed, 1838 (Ingemann)
- Storken sidder på bondens tag, 1837 (Ingemann)
- Velkommen igen Guds engle små, 1836 (Grundtvig)
- Kommer hid, I piger små, 1837 (Grundtvig)
- Der står et slot i vesterled, 1838 (Ingemann)
- Dybt skoven bruser, 1801 (afskedssang til Julie Tutein)
- Skøn Jomfru luk dit vindu op, 1809 (Oehlenschlæger)
- Hyrden græsser sine får, 1836 (H.C. Andersen)
- Brødre meget langt herfra, 1836 (H.C. Andersen)
- Natten er så stille, 1840 (J.L. Heiberg)

Weyse finns bland annat representerad i Den svenska psalmboken 1986 med tonsättningen av en psalm (nr 631)